# مفارقة المهرج الحزين
مفارقة المهرج الحزين هو ارتباط متناقض بين الكوميديا والاضطرابات العقلية مثل الاكتئاب والقلق. يتميّز مؤدو الأدوار هؤلاء بمشاعر الحرمان والعزلة في بداية حياتهم حيث تمثل الكوميديا لهم تحررًا من التوتر عبر إزالة مشاعر الغضب الجسدي المكبوتة من خلال مخرجات لفظية.
كان فيشر في عام 1981 أول من نشر سلسلة من التجارب النفسية التي تشير إلى طباع سلوكية تقتصر على الكوميديين ولا تنطبق على الممثلين العاديين. أعادت أبحاث كاوفمان وكوزبيلت تفسير هذه النتائج مشيرة إلى فهم أنه في الوقت الذي تلعب الكوميديا دور آلية مواجهة لإخفاء الصدمة فإنها تحفز أيضًا الكوميدي ليستخدم الدعابة كطريقة لتكوين العلاقات والحصول على التقبّل.
تبيّن أن حس الدعابة يبدأ منذ عمر صغير ويعززه سلوك الوالدين. قد تؤدي الطبيعة غير الناضجة للوالدين إلى مسؤوليات إضافية تُفرَض على الأطفال مما يثير لديهم مشاكل تتعلق بقيمة الذات والحاجة للتقبّل. قد يسبب البحث المتواصل عن القبول مشاكل صحية نفسية مثل القلق أو الاكتئاب، وفي حال لم تُعالج قد تؤدي إلى الانتحار في الحالات الشديدة. يتطور حس الدعابة كوسيلة لحماية الذات وتخليص الأفراد من أي مِحن تواجههم مما يسمح لهم بالتحكم بالمواقف المزعجِة.
تتميز مفارقة المهرج الحزين بمزاجية دورية تشجع خلق دعابة خفيفة الظل في وسط احترافي رغم معاناتهم من الاضطراب الداخلي. يعطي استخدام الدعابة كنوع من الدواء الذاتي فترات قصيرة من الرضا مع وجود حاجة متكررة للتعامل مع الاضطراب الداخلي. يكون هذا القلق موجود دائمًا بين الكوميديين الذين قد تختفي شعبيتهم غدًا مما يدفعهم للتعب في عملهم.

## التأثيرات

### الخبرات المدرسية
يظهر مؤدو الكوميديا ميولًا متكررة نحو الدعابة في المراحل الأولى من حياتهم، وغالبًا ما يطلق عليهم لقب «مهرج الصف» خلال سنواتهم الدراسية. تذكر الكوميديون أنهم كانوا يقلدون الطبيعة الصارمة للمدرسة، فيحصلون على سعادة كبيرة من ضحك أقرانهم عليهم. علّق تومي سموثرز أنه خلال خبراته المدرسية «حصلت على نشاط كبير من ضحك أصدقائي، لكنني لم أعلم ما الذي جعلهم يضحكون، لكنني علمت أنني قادر على إضحاك الناس». كما أكد جوني كارسون أيضًا على دور المدرسة في حياة الكوميدي قائلًا: «أعتقد أن معظم الكوميديين يبدؤون عندما يلاحظون قدرتهم على إضحاك الآخرين في المدرسة وفي الحي الذي يكبرون فيه، فيخادعون الناس ويقومون بأشياء سخيفة ويقاطعون الصف الدراسي. إنه شيء يجرى القيام به للحصول على الانتباه إذ أن لسان حالهم يقول: مرحبًا، انظروا إليّ أيها الناس، أنا أحصل على تقبلكم».
رغم أن الكوميديين غالبًا ما يكونون ذوي مستوى ذكاء مرتفع إلا أنهم كانوا يكرهون بيئة المدرسة ويحاولون تجنبها بصورة متكررة. يشرح الكوميديون أن مدرسيهم كان ينقصهم التفهّم والتقبّل لذلك كان المدرسين يصفون سلوكياتهم بأنها نوع من الإقصاء الشخصي. علّق وودي آلن بأن المدرسة «كانت مملة ومخيفة. الأمر برمته كان قبيحًا. لم أعرف الإجابات أبدًا. لم أقم بالواجبات المنزلية أبدًا». رغم توجّه المدرسة لترتيب وضبط الصراعات مع طبيعة الكوميدي إلا أنها مثلت ساحة أولية للفرد حتى يدرك قدرته على توليد الضحك. يخلق هذا الاستكشاف مشاعر مختلطة لأن الضحك قد يكون موجهًا عليهم مع مسحة خفيفة من السخافة أو التقليد. بغض النظر عن انزعاج الكوميدي إلا أنه يجد القدرة على جعل أحد ما يضحك أمرًا جذابًا لما في ذلك من قوة.
توجِّه موهبة خلق الدعابة الفرد نحو مهنة في مجال صناعة الترفيه. وجد أن الكوميديين لم يدخلوا هذه الصناعة مباشرة ككوميديين بل نسبة كبيرهم منهم بدأت من خلال الأداء الموسيقي. اعتقد فيشر أن هذا التوجه لدى الكوميديين لامتلاك خلفية موسيقية اشتق من سعيهم لخلق عالم مُبهِج ومُرحِّب للحضور.

### العلاقات العائلية
تمثل العلاقات المتكونة مع أفراد العائلة مفتاحًا لتطور اليافع وخاصة فيما يتعلق برضاه عن نفسه في المستقبل. أظهرت الدراسات أن مؤدو الكوميديا يميلون ليكونوا قد تربّوا في وسط عائلي متفكك ومتباعد يتميز بالكراهية العائلية. شرح برازيونز وتيتلر أن هذا التباعد العائلي يدفع الأفراد ليكونوا ضحايا للإهمال وبالتالي فيصبحون كمجموعة منعزلة. يمكن أن تتطور مفارقة المهرج الحزين انطلاقًا من هذه البيئات غير المتماسكة وذلك بدءًا من عمر صغير إذ يكون الطفل راغبًا بتكوين اتصال اجتماعي فيستخدم حس الدعابة للحصول على المودّة وبطريقة ما يكوّن اتصالًا عن بعد. علّق نورمان لير على طفولته المؤلمة نظرًا للصراع المستمر مع والديه قائلًا: «الدفاع الوحيد ضد ذلك هو الضحك عليه، واكتشاف ما كان مضحكًا بشأنه».
وجدت دراسة أجراها فيشر أن الأفراد الموجَهين بحس الدعابة يصفون أمهاتهم بأنهن متطلبات وغير متعاطفات وبعيدات. إذ تبيّن أنهن كن يتجن دور التربية متعدين بصورة شائعة على الأب ليقوم بهذا الدور في العائلة. أظهر اختبار بقعة الحبر على والدي الكوميديين ميلهم لرؤية العالم بطريقة تشبه الأطفال، إذ يصفون البروتوكولات بخيال يافع. استنتج فيشر أن هذه الطريقة في رؤية العالم ارتبطت بممانعة الوالدين للقيام بمسئولياتهم مع وجود انطباع عام بأن السعادة ستغلب. تبيّن أن والدي الكوميديين يتجنبون الأفكار المتزنة ويحددون الصور السلبية في اختبارات رورشاخ، ثم ينكرون العناصر السلبية كأن يقولوا مثلًا: «هذا ذئب. ظننت أنه متوحش، لكنه سمعت أنه ليس كذلك». قد تدفع رؤية العالم بهذه الطريقة الطفولية مع رفض الالتزامات العائلية الكوميديين إلى تحمّل حس أكبر بالمسؤولية والشعور بالالتزام بحماية الآخرين كتعويض عن رفض والديهم غير الواعي لمسؤوليات الكبار. تبيّن أن عبء المسؤوليات هذا يثير مشاكل تتعلق بقيمة الذات تعزز تطور مفارقة المهرج الحزين.
استنتج أيضًا أن الدعابة تمثل محاولة لتكوين اتصالات مع الناس عن بعد تثيرها الرغبة الطفولية بتكوين اتصال اجتماعي. توصف الدعابة نموذجيًا بأنها حالة عاطفية وإدراكية وتبيّن أن غيابها يسبب حدوث الاكتئاب والقلق.
تبيّن أن الكوميديين يقدرون أهمية مُقدِّم الرعاية ويقلقون من عدم قدرتهم على أن يكونوا والدين جيدين بما فيه الكفاية. أظهرت دراسة أجراها يانوس أن مؤدو الكوميديا كانوا أكثر احتمالًا ليرغبوا بتكوين عائلات أكبر. ارتبط ذلك بحاجة الكوميدي لتكوين اتصالات يمكن تحقيقها في والوسط العائلي.

## السياق الاجتماعي
تتميز المراحل المبكرة من حياة الكوميديين بالمعاناة والعزلة ومشاعر الحرمان فتُستخدم الدعابة كمخرج أو دفاع ضد القلق. وصف الفيلسوف الألماني نيتشه ذلك ذات مرّة بأنه: «يعاني المرء بمفرده بصورة لا تطاق في العالم الذي كان مجبرًا فيه على خلق الضحك». تؤدي عدم القدرة على إظهار العدوانية بصورة مباشرة إلى التعبير عنها من خلال سلوك الدعابة المقبول اجتماعيًا. تعطي الدعابة القدرة على فرض السيطرة والحصول على الحصانة في موقف ما، وقد أظهر بيل كوزبي أن الإنسان يستطيع النجاة من أي شيء إن استطاع إيجاد الدعابة فيه.
أحد الأمثلة هو الكوميدي البريطاني سبايك ميليغان الذي عانى من دورة طويلة من الاكتئاب والهوس سببتها انهيارات عقلية شديدة. كان ميليغان قادرًا على خلق دعابات خفيفة الظل وأفكار خيالية رغم حالته العقلية. مثّل إيجاد الضحك بالنسبة له حافزًا ليتعافى من حالة الاكتئاب وكان بمثابة دواء ذاتي له. وُصِفت هذه العملية كمُنقِذ من حدوث اليأس وبالتالي مزيد من الاكتئاب. بالإضافة لذلك، قد تُستخدَم الدعابة المعززة ذاتيًا لتوقع أعراض الاكتئاب مع ملاحظة تلازم المستويات الأعلى منها مع مستويات أقل من الاكتئاب.
أظهرت المعالجات النفسية أن بعض المرضى مشبعين بالنواحي السيئة لحياتهم. على كل حال، عندما ووجهت هذه المشاكل واجه الطبيب النفسي ضحكًا تبعه رفض المريض لشدة المشكلة. قد يخفي الضحك مشاعر الإحباط أو الخيبة أو الحزن أو الندم أو حتى الفرح في محاولة للدفاع عن الذات ضد المِحن والسماح بحماية الذات.